# Cristina Canale

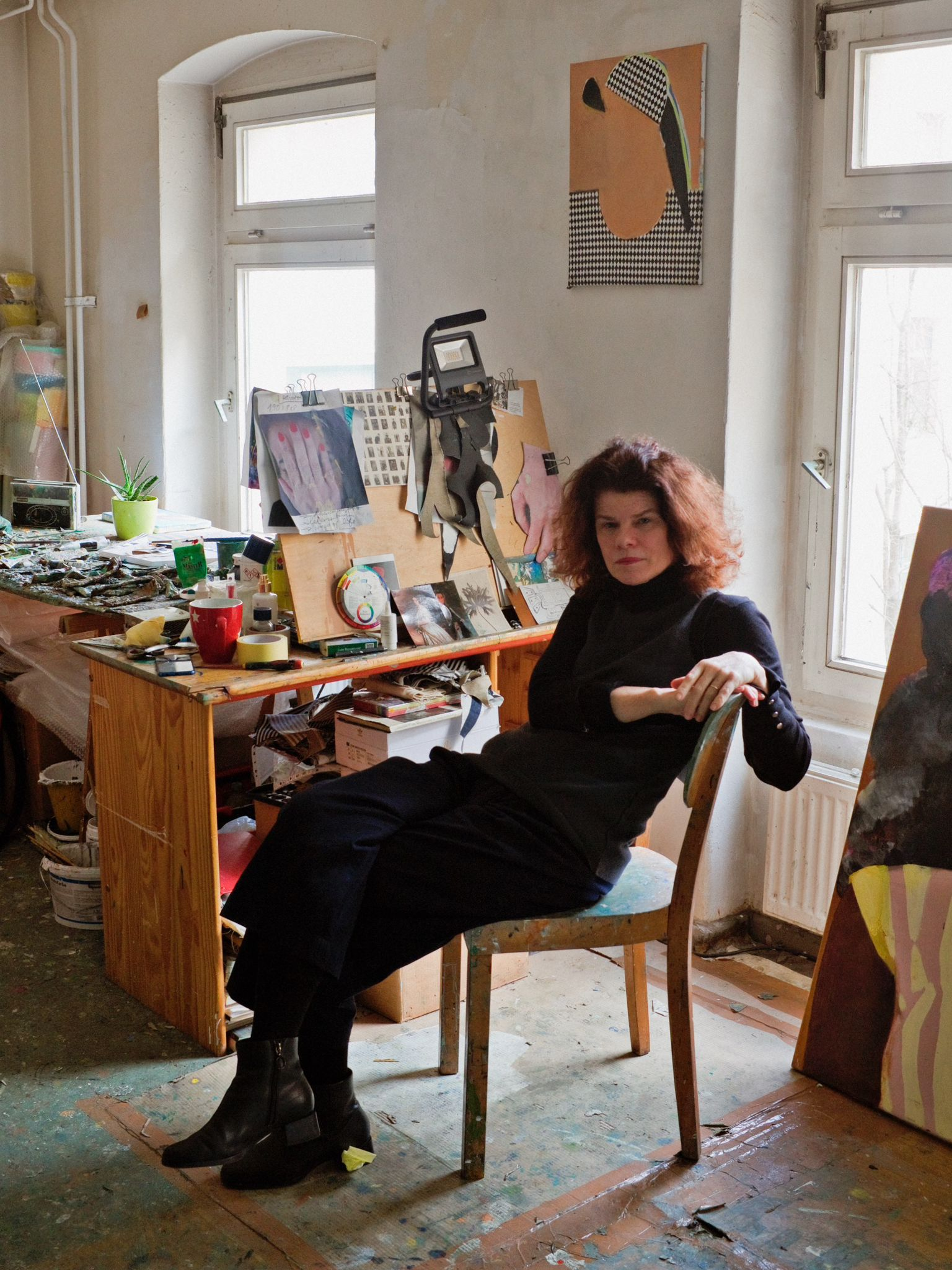
Cristina Canale en su estudio, en Berlín, en 2020. Foto: Luíza Baldan.

Cristina Canale (Río de Janeiro, 1961) es una pintora brasileña que vive y trabaja en Berlín, Alemania, desde la década de 1990.

## Biografía
A principios de los años 1980, Cristina Canale estudió dibujo y pintura en la Escuela de Artes Visuales del Parque Lage, en Río de Janeiro — la escuela libre de artes más importante de Brasil. En 1984, participó de la icónica exposición colectiva Como Vai Você, Geração 80?, consolidándose en el panorama artístico brasileño como una de las integrantes de la llamada "Generación 80" [Geração 80], junto a nombres como el de Adriana Varejão, Angelo Venosa, Beatriz Milhazes, Daniel Senise, Leda Catunda, entre otros.  En 1993, se instaló definitivamente en Berlín, tras recibir una beca de apoyo a la creación artística del estado de Brandeburgo, que también le garantizó una residencia artística en el Schloss Wiepersdorf (Palacio Wiepersdorf ). Ese mismo año, también fue galardonada con la beca del Deutscher Akademischer Austauch Dienst (DAAD), lo que le permitió desarrollar sus estudios teóricos y prácticas artísticas en la Kunstakademie Düsseldorf (Academia de las Artes de Düsseldorf) — por donde pasaron Joseph Beuys, Bernd & Hilla Becher, entre otros — bajo la mentoría del artista conceptual holandés Jan Dibbets, permaneciendo allí hasta 1995. 
Cristina Canale participó en la XXI Bienal Internacional de São Paulo, en 1991, y en la VI Bienal de Curitiba, en 2011. Realizó exposiciones individuales en el Instituto Tomie Ohtake, en 2007, en el Museo de Arte Moderno de Río de Janeiro (MAM-Rio), en 2010, y en Paço Imperial, en 2014. Sus obras integran la colección de instituciones como la Colección Gilberto Chateaubriand del MAM Rio; del Museo de Arte de São Paulo (MASP); del Museo de Arte de Río (MAR); de la Pinacoteca del Estado de São Paulo; así como del Instituto Figueiredo Ferraz (IFF), en Ribeirão Preto/SP; del Instituto Itaú Cultural, en São Paulo/SP, del Hall Art Foundation (Derneburg, Alemania/Vermont, EE. UU.) y del Museum No Hero (Delden, Países Bajos).